# Algirdas Brazauskas
Algirdas Mykolas Brazauskas (ur. 22 września 1932 w Rakiszkach, zm. 26 czerwca 2010 w Wilnie) – litewski polityk, w okresie ZSRR działacz komunistyczny, przewodniczący Sejmu od 1992 do 1993, prezydent Litwy w latach 1993–1998, premier Litwy w latach 2001–2006.

## Życiorys
Ukończył w 1956 studia inżynieryjne w Kowieńskim Instytucie Politechnicznym. Obronił później pracę z zakresu ekonomii w CEMI (instytucie ekonomiczno-matematycznym Akademii Nauk ZSRR w Moskwie), uzyskując w 1974 stopień doktora.
Po ukończeniu studiów podjął pracę w budownictwie. W latach 1956–1957 był głównym inżynierem na budowie hydroelektrowni kowieńskiej, a od 1958 do 1962 naczelnikiem zarządu przedsiębiorstwa budownictwa energetycznego. Od 1962 kierował wydziałem materiałów budowlanych w Radzie Gospodarki Narodowej Litewskiej SRR. W latach 1965–1966 był ministrem przemysłu materiałów budowlanych, po czym został zastępcą przewodniczącego Państwowego Komitetu Planowania. Pełnił tę funkcję do 1977.
W 1977 został sekretarzem, a w 1988 I sekretarzem Komitetu Centralnego KPL. 24 lutego 1990 został wybrany do Rady Najwyższej Litewskiej SRR. Znalazł się wśród sygnatariuszy Aktu Przywrócenia Państwa Litewskiego z 11 marca tego samego roku.
Do 1992 był zastępcą przewodniczącego Rady Najwyższej, przekształconej w Sejm Republiki Litewskiej. Doprowadził do powołania na bazie Komunistycznej Partii Litwy nowej formacji pod nazwą Litewska Demokratyczna Partia Pracy. Współpracował z rządem Kazimiery Prunskienė, reprezentując postawę zachowawczą w opozycji do głównego nurtu Sąjūdisu, związanego z Vytautasem Landsbergisem.
W 1992 poprowadził postkomunistów do zwycięstwa w wyborach parlamentarnych. Jako nowy marszałek Sejmu stał się jednocześnie głową państwa. W 1993 wygrał pierwsze po odzyskaniu niepodległości wybory prezydenckie, pokonując w nich wspieranego przez opozycję ambasadora w USA Stasysa Lozoraitisa. Oba te sukcesy tłumaczono m.in. kryzysem ekonomicznym i rozczarowaniem rządami niepodległościowego Sąjūdisu, a wygraną w 1993 także rozpoznawalnością Algirdasa Brazauskasa. Urząd prezydenta sprawował do 1998, nie ubiegając się o reelekcję.
W 2000 sygnował swoim nazwiskiem koalicję socjaldemokratyczną, skupiającą Litewską Demokratyczną Partię Pracy, Litewską Partię Socjaldemokratyczną i dwa mniejsze ugrupowania, samemu nie kandydując jednocześnie do parlamentu. Utworzony lewicowy blok ten wygrał wybory parlamentarne w tym samym roku, pozostając jednak w opozycji do nowo powołanego rządu Rolandasa Paksasa.
W styczniu 2001 Algirdas Brazauskas stanął na czele Litewskiej Partii Socjaldemokratycznej, do której formalnie przyłączyła się LDDP. W lipcu tegoż roku został premierem Litwy, gdy po rozpadzie koalicji partii liberalnych, jego ugrupowanie porozumiało się z Nowym Związkiem.
Po wyborach parlamentarnych w 2004 pozostał na tym stanowisku, inicjując nową koalicję rządową z udziałem m.in. Partii Pracy. Urząd premiera sprawował do czerwca 2006. Podał się do dymisji po ujawnieniu szeregu afer w zapleczu politycznym jego rządu, które doprowadziły m.in. do wyjścia z koalicji Partii Pracy. W 2007 zrezygnował także z kierowania socjaldemokratami.
26 czerwca 2010 zmarł w Wilnie w wieku 77 lat na raka prostaty. Metropolita wileński Audrys Bačkis nie zgodził się na wniesienie trumny z ciałem prezydenta do katedry wileńskiej na czas uroczystości pogrzebowych, co wywołało liczne kontrowersje. 1 lipca został pochowany na cmentarzu na Antokolu.

## Życie prywatne
W pierwszym małżeństwie żonaty z Juliją Brazauskienė, miał z nią dwie córki: Audronė i Laimę. Po raz drugi żonaty z Kristiną Butrimienė. Miał brata Gerarda, dyrektora szwedzkiego koncernu Euroc AB na Litwę.

## Odznaczenia i wyróżnienia
- Krzyż Wielki ze Złotym Łańcuchem Order Witolda Wielkiego (Litwa)[7]
- Gwiazda Tysiąclecia Litwy (2009, Litwa)[8]
- Krzyż Wielki Orderu Wyzwoliciela San Martina (Argentyna)
- Order Słonia (1996, Dania)
- Krzyż Wielki z Łańcuchem Orderu Krzyża Ziemi Maryjnej (1997, Estonia)[9]
- Krzyż Wielki Orderu Białej Róży (Finlandia)
- Krzyż Wielki Legii Honorowej (Francja)
- Krzyż Wielki Orderu Zbawiciela (Grecja)
- Komandor Orderu Honoru (Grecja)
- Krzyż Wielki z Łańcuchem Orderu Trzech Gwiazd (1996, Łotwa)[10]
- Krzyż Wielki Królewskiego Norweskiego Orderu Zasługi (Norwegia)
- Order Orła Białego (1996, Polska)[11]
- Order Honoru (2010, Rosja)[12]
- Krzyż Wielki Orderu Infanta Henryka (2003, Portugalia)[13]
- Order Królewski Serafinów (Szwecja)
- Order Księcia Jarosława Mądrego I klasy (Ukraina)
- Kawaler Krzyża Wielkiego Udekorowany Wielką Wstęgą Orderu Zasługi Republiki Włoskiej (1997, Włochy)[14]
- Medal Rady Bałtyckiej (2004)[15]
- Tytuł honorowego obywatela Wilna[16]